# Can Vilomara
Can Vilomara és una obra del municipi de Castellfollit del Boix (Bages) inclosa en l'Inventari del Patrimoni Arquitectònic de Catalunya.

## Descripció
Es tracta d'una masia formada per dos cossos, un de principal i un de lateral. L'entrada queda tancada per un pati. L'edifici té planta baixa, semisoterrani amb celler de volta de maó i un antic forn de pa. La planta baixa ha estat reformada i al primer pis hi ha una gran sala central. A les golfes s'obren petites finestres a la façana principal. En el segle xviii les obertures del primer pis foren transformades en balcons. Les llindes de totes les obertures són de pedra, i els murs havien estat arrebossats fins al 1980. la porta principal és adovellada. És remarcable la volta de pallissa i la bassa.

## Història
Segons el propietari la documentació més antiga que es coneix és del segle xvi.
A la dovella de la porta principal hi ha la data del 1600.
En un cos annexa situat dins el tancat del pati hi ha la data de 1761.